# St-Michel de Grandmont

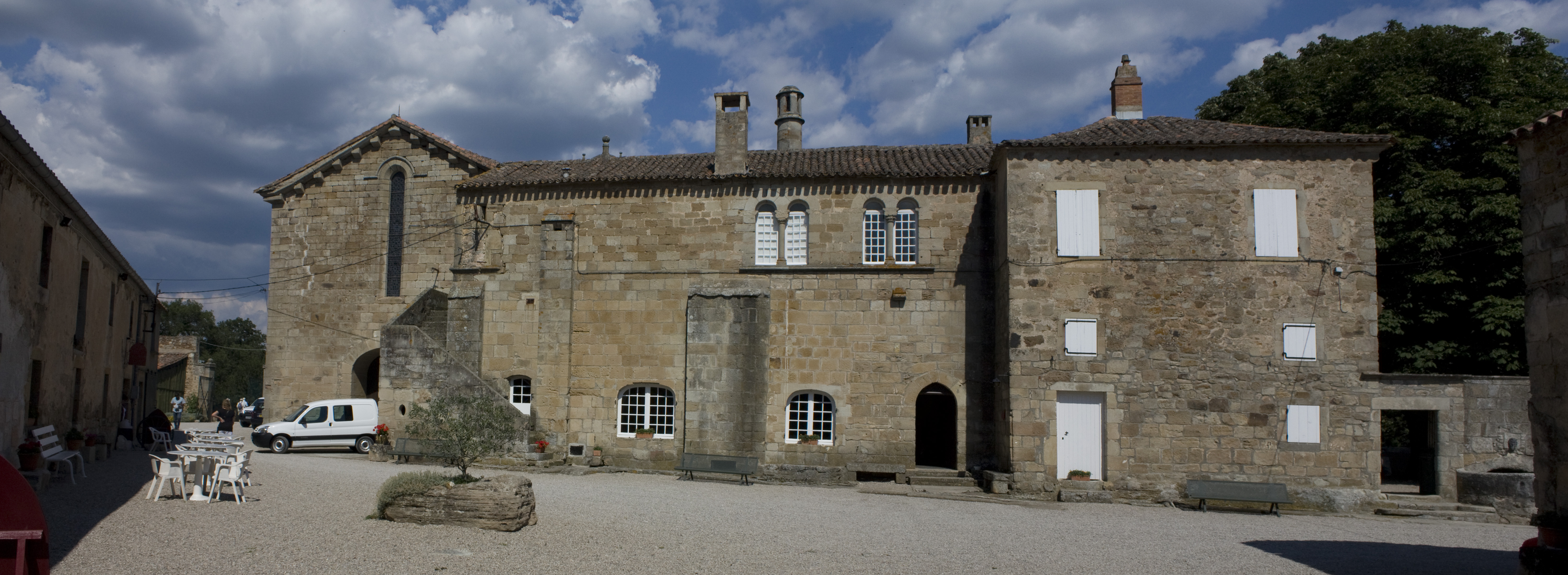
Saint-Michel de Grandmont

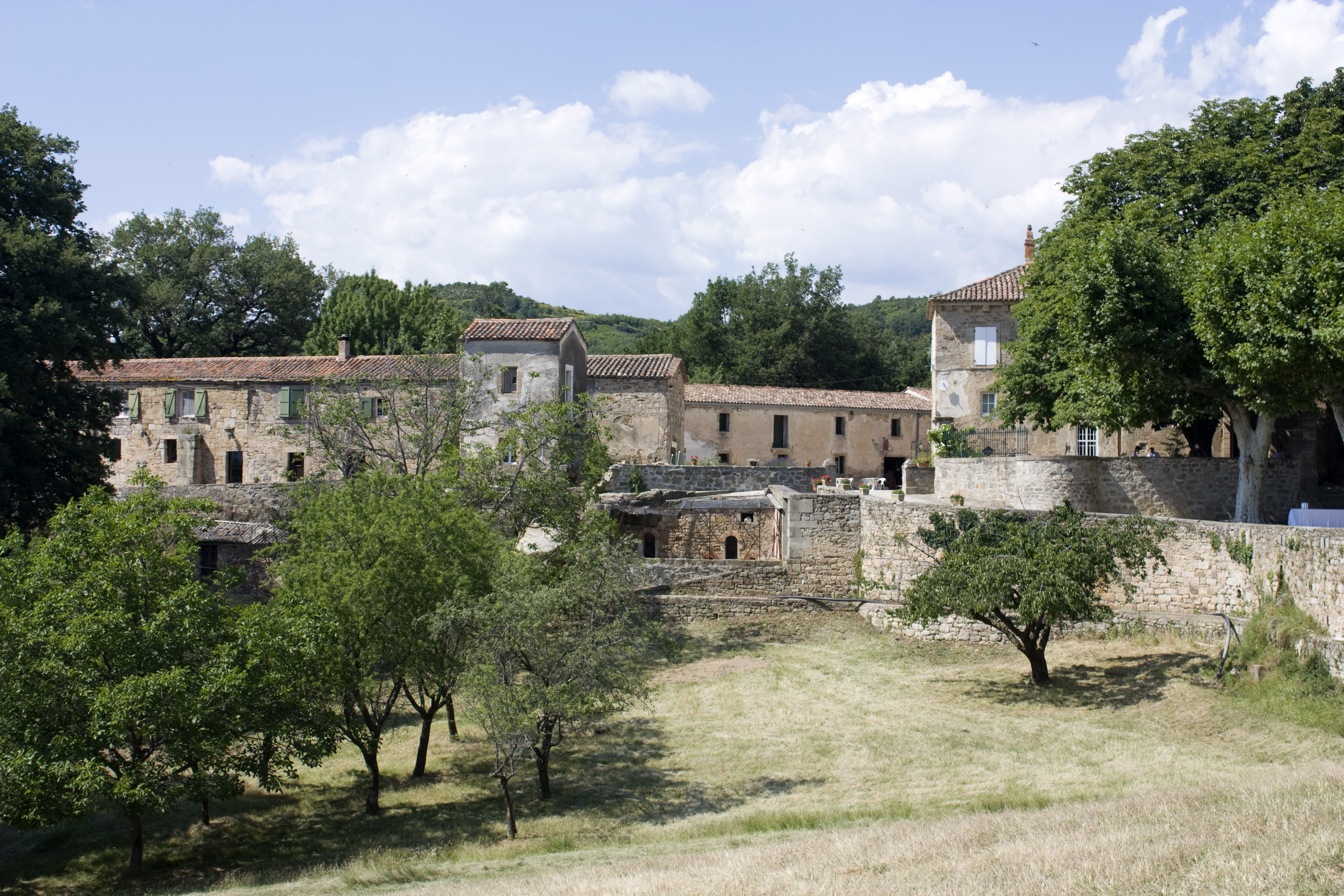
Saint-Michel de Grandmont

Das ehemalige Priorat Saint-Michel de Grandmont wurde Ende des 12. Jahrhunderts vom Grammontenserorden gegründet. Es liegt sieben Kilometer östlich von Lodève auf einer von Wald umgebenen Anhöhe und gehört zur Gemeinde Saint-Privat im Département Hérault in der französischen Region Okzitanien. Saint-Michel de Grandmont gilt als die am besten erhaltene Anlage des Ordens und besitzt noch ihre Kirche, die Konventsgebäude und den Kreuzgang. 1981 wurde das Priorat als Monument historique in die Liste der Baudenkmäler (Base Mérimée) in Frankreich aufgenommen.

## Geschichte

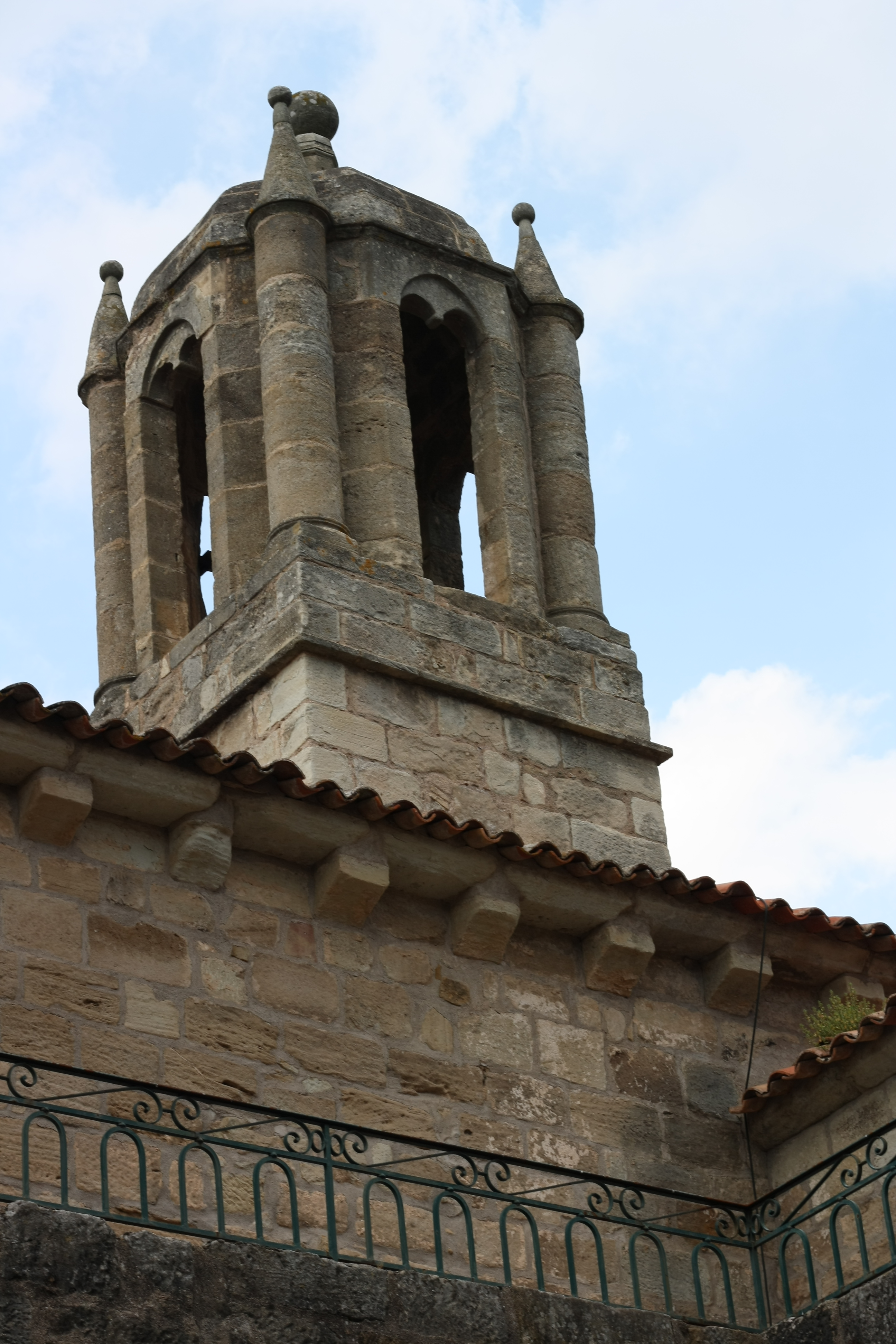
Dachreiter

Saint-Michel de Grandmont wurde im letzten Viertel des 12. Jahrhunderts als Priorat des Ordens von Grandmont gegründet. Der Ort lag, entsprechend den Vorschriften der Ordensregel, in einem Wald, auf nicht zum Ackerbau geeignetem Boden, entfernt von Ortschaften, aber in der Nähe einer Verkehrsachse. Das Patrozinium des heiligen Michael lässt vermuten, dass es an der Stelle bereits eine dem Erzengel geweihte Kapelle gab. Wie die Dolmen auf dem Gelände belegen, war die Gegend bereits früh besiedelt. Der Orden geht auf Stephan von Muret zurück, der sich um 1076 in Ambazac, in der Nähe von Limoges, als Einsiedler zurückgezogen hatte. Um ihn scharten sich andere Eremiten, die sich nach seinem Tod in Grandmont, in der Gemeinde Saint-Sylvestre, fünf Kilometer von Ambazac entfernt, niederließen. Der Ordensgründer wurde 1189 heiliggesprochen. Im Mittelalter entstanden 150 Priorate des Ordens.
Im 13. Jahrhundert erhielt Saint-Michel de Grandmont reiche Schenkungen von Guillaume de Cazoul, dem Bischof von Lodève. Er wurde 1259 in der Klosterkirche beigesetzt. 1471 wurde das Priorat zur Kommende und es setzte der Niedergang des Klosters ein. Im 16. Jahrhundert lebten dort nur noch vier Grammontenser und im 17. Jahrhundert existierte die Gemeinschaft nicht mehr. 1771 wurde der Orden unter dem französischen König Ludwig XV. aufgelöst. Während der Französischen Revolution von 1789 wurden die Gebäude als Nationalgut verkauft und in der Mitte des 19. Jahrhunderts zu einem Weingut umgebaut. Nach einem weiteren Besitzerwechsel wurden die Klostergebäude 1957 wieder restauriert.

## Kirche

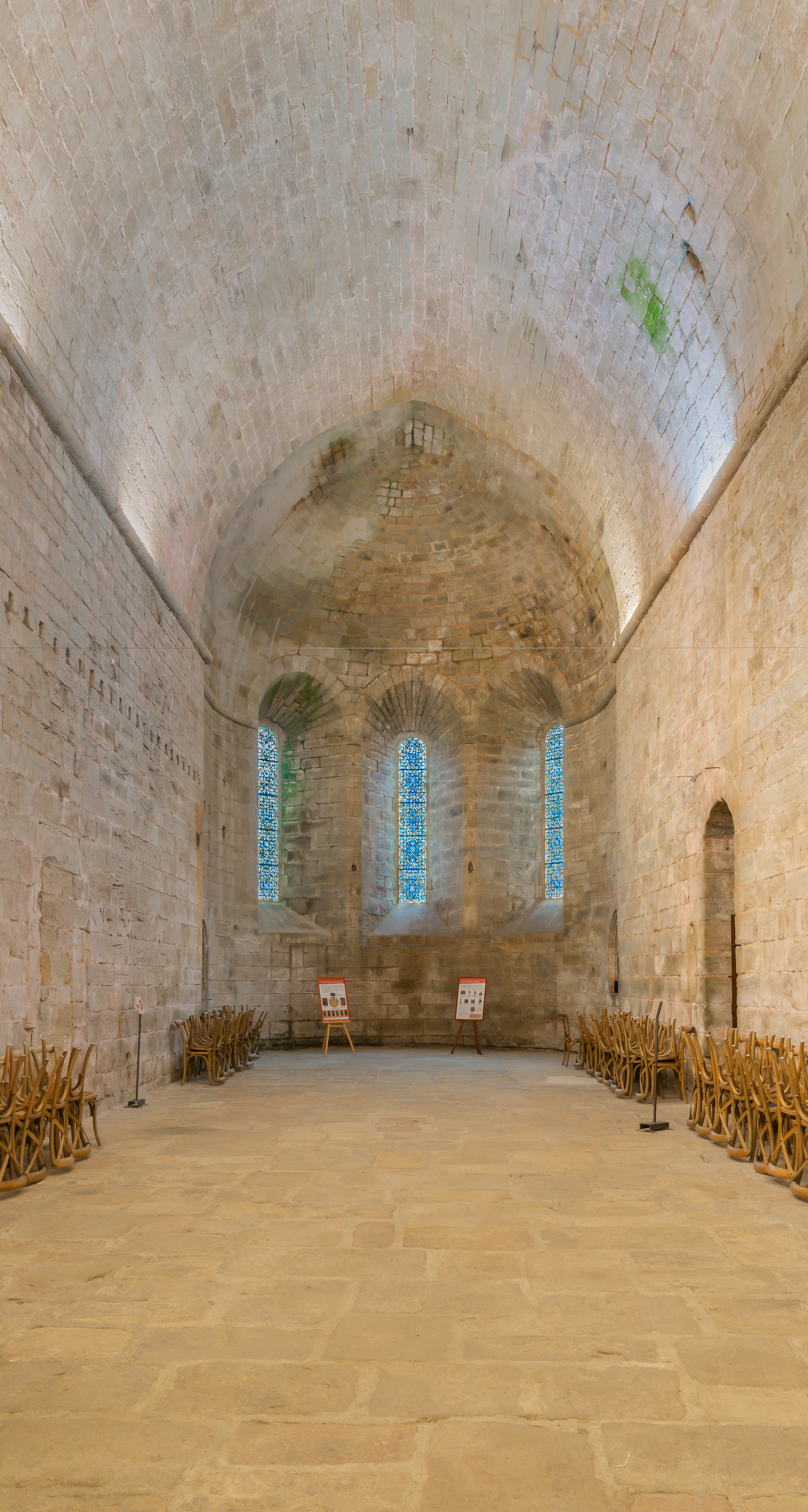
Innenraum der Kirche

Die Prioratskirche wurde um 1200 errichtet und entspricht in ihrer Schlichtheit und Strenge den Vorschriften des Ordens, die denen der Zisterzienser vergleichbar sind. Die Kirche ist einschiffig und mit einer Spitztonne ohne Gurtbögen gedeckt. Die halbrunde Apsis wird von drei schmalen, stark abgeschrägten Fenstern durchbrochen. Ein weiteres Fenster befindet sich über dem Westportal. Den einzigen Wandschmuck bildet ein Gesims, das am Ansatz des Tonnengewölbes verläuft. Der Dachreiter, eine achteckige Laterne mit einer Kuppel, wurde im 13. oder 14. Jahrhundert hinzugefügt.
Aus dem 14. Jahrhundert stammt die kleine, kreuzrippengewölbte Kapelle an der Nordseite der Kirche, die dem Erzengel Michael geweiht war. Sie lag außerhalb der Klausur und hatte keinen Zugang zur Kirche. Die Kapelle war den Frauen vorbehalten, die in der Kirche nicht zugelassen waren.

## Kreuzgang

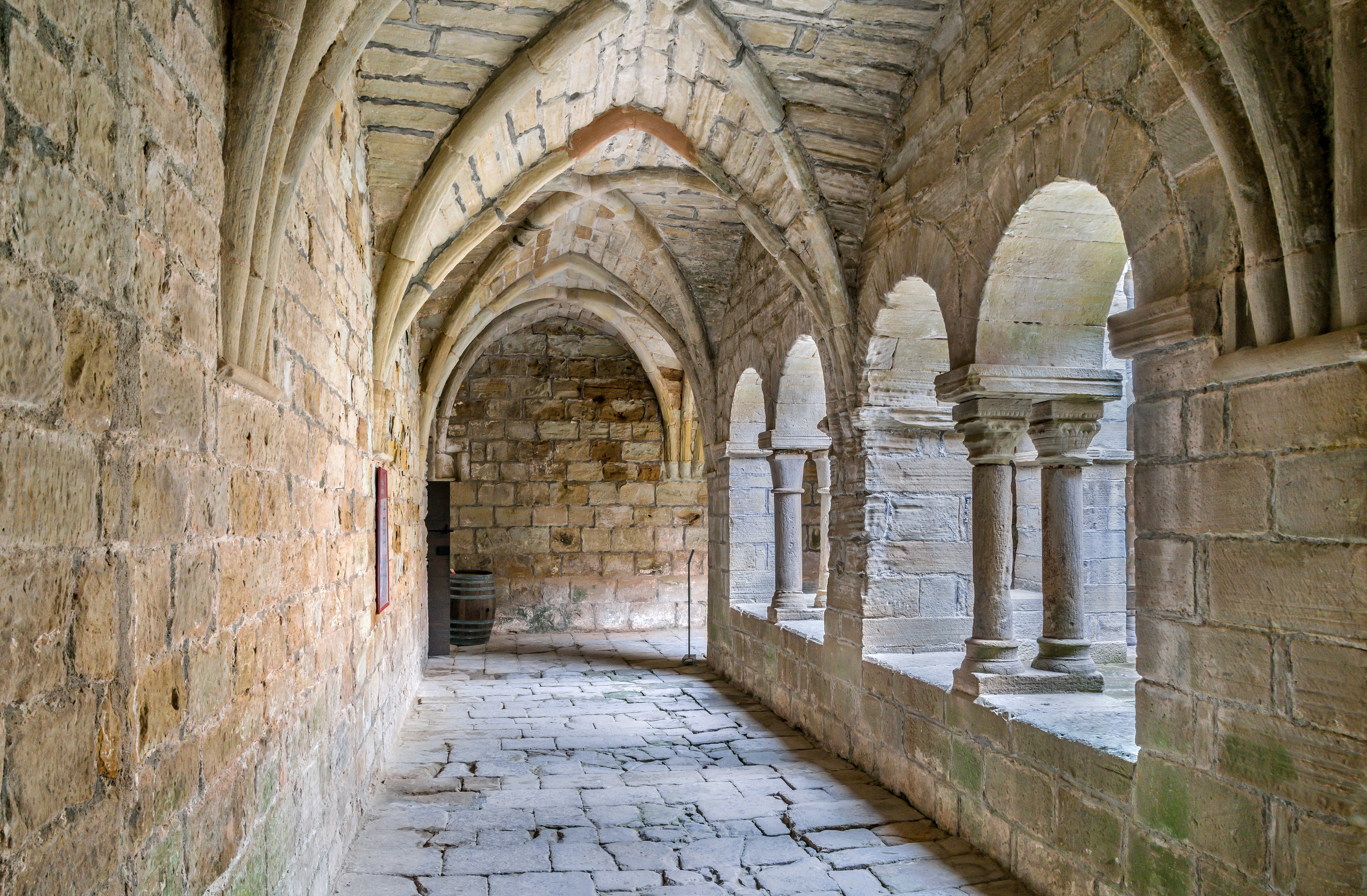
Kreuzgang

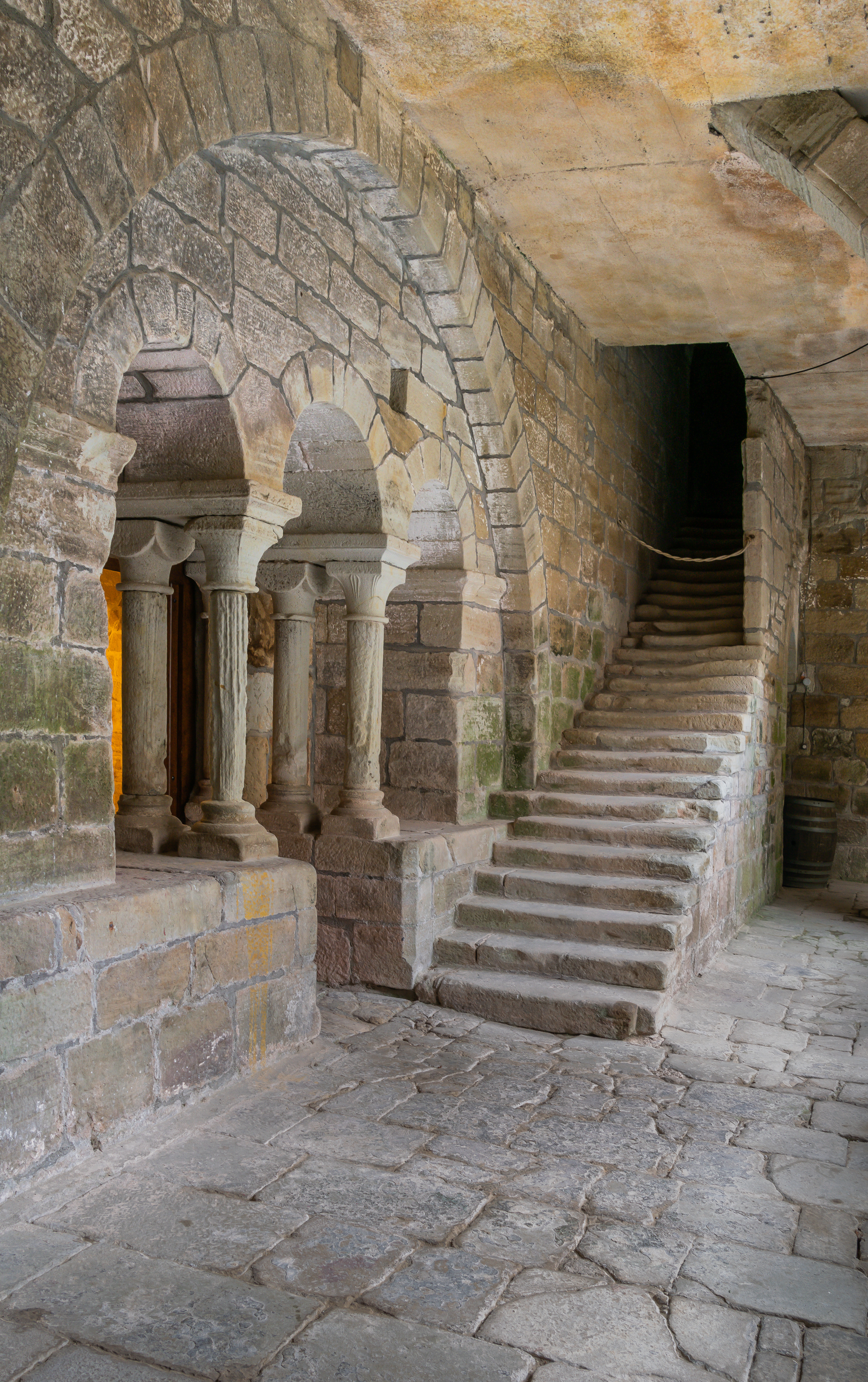
Kapitelsaal

Der Kreuzgang stammt aus dem 13. Jahrhundert. Er ist der einzige erhaltene Kreuzgang des Ordens. Seine vier Flügel bilden nahezu ein Quadrat. Drei Seiten besitzen ein Kreuzrippengewölbe mit Schlusssteinen, die östliche Galerie ist flachgedeckt. Rechteckige Pfeiler wechseln mit Doppelsäulen, deren schlichte Kapitelle teilweise mit geometrischen Motiven oder Blattdekor versehen sind.

## Klostergebäude
Eine rundbogige Tür, die auf beiden Seiten von Arkaden flankiert wird, bildet den Eingang zum ursprünglich quadratischen Kapitelsaal. Die Rippen des Gewölbes setzen knapp über dem Boden an. Im 19. Jahrhundert wurde die Wand zum zweijochigen Arbeitssaal abgerissen und der Raum verlängert. Vom Kreuzgang führt eine Treppe zum Schlafsaal der Mönche, der sich über dem Kapitel- und Arbeitssaal befindet und dessen Kreuzstockfenster im 16. Jahrhundert durchgebrochen wurden. Im Südflügel des Erdgeschosses waren im Osten das Refektorium und im Westen die Küche untergebracht. Das darüberliegende Geschoss, das in mehrere Räume unterteilt ist, hat seine ursprüngliche Spitztonne bewahrt. Auch der Westflügel, in dem der Gästeschlafsaal untergebracht war, ist noch mit einer Spitztonne eingewölbt.